# Fonte da Água Brusca
A fonte da Água Brusca, também conhecida como fonte do Baluarte, é um fontanário localizado ao fundo do Forte de Forte de Santo Antônio Além do Carmo, Salvador. Compõe-se de galerias de captação que penetram no lençol freático e reservatório retangular.
O fontanário está situado à margem da ladeira da Água Brusca, uma tradicional via de acesso à península de Itapagipe. Apesar disso, o Instituto do Patrimônio Artístico e Cultural da Bahia (IPAC), órgão do governo do estado da Bahia, não encontrou referências sobre a construção nos primeiros cronistas da cidade. De acordo com o Inventário de proteção do acervo cultural da Secretaria de Indústria e Comércio da Bahia, "os chafarizes localizavam-se dentro de um pequeno compartimento cujo ingresso é controlado por portas, o que faz supor que fosse uma fonte privada."
O frontispício apresenta frontão barroco de volutas, ladeado por dois coruchéus. Esta fachada se assemelha às das igrejas baianas do século XVIII. Devido às obras de alargamento e elevação da “grade” da ladeira, encontra-se atualmente mutilado e em nível inferior à rua. Contíguos à construção foram construídos na década de 70. O ambiente ainda é prejudicado pela presença de barracões e oficinas. Apesar disso, encontra-se como estrutura histórica tombada pelo IPAC sob o Decreto n.º 28.398/1981.